# Jimmaku Kyūgorō
Jimmaku Kyūgorō jap. 陣幕 久五郎; (* 3. Mai 1829 im Ou-gun, Provinz Izumo (heute: Higashiizumo, Präfektur Shimane) als Ishigura Shintarō (石倉 槇太郎); † 21. Oktober 1903) war ein japanischer Sumōringer und der zwölfte Yokozuna.
Jimmaku begann im November 1850 als Ringer für den Stall Hidenoyama-Beya seine Karriere und erreichte im Januar 1858 die Makuuchi-Division. 1867 wurde der 1,77 m große und 120 kg schwere Kämpfer zum Yokozuna befördert, nachdem er im November 1866 und April 1867 je ein Turnier gewonnen hatte. Insgesamt war Jinmaku in seiner Karriere fünfmal Turniersieger, jedoch nur einmal als Yokozuna, denn er bestritt überhaupt nur ein einziges Turnier als solcher. Noch in seinem Ernennungsjahr trat Jinmaku wegen der einsetzenden Wirren der Meiji-Restauration zurück.
Bemerkenswert ist noch, dass Jimmaku im hohen Alter eine erste Zusammenstellung aller Yokozuna unternahm. Seine Liste diente als Grundlage der vom Sumōverband 1926 veröffentlichten Aufstellung.